# Synanthedon castaneae
Synanthedon castaneae is een vlinder uit de familie wespvlinders (Sesiidae), onderfamilie Sesiinae.
Synanthedon castaneae is voor het eerst wetenschappelijk beschreven door Busck in 1913. De soort komt voor in het Nearctisch gebied.